# Martin Schall (Basketballspieler)
Martin Schall (* 7. Februar 1970 in Speyer) ist ein ehemaliger deutscher Basketballspieler.

## Werdegang
Schall spielte in der Jugend des TSV Speyer und wurde in die bundesdeutsche Jugendnationalmannschaft berufen. Dort war er Kapitän und nahm 1987 an der Kadetten-Europameisterschaft teil. Schall erzielte im Verlauf der EM pro Partie im Schnitt 6 Punkte. Mit Speyers Herrenmannschaft stieg Schall 1989 in die 2. Basketball-Bundesliga auf. Ebenfalls 1989 gewann Schall mit der Schulmannschaft des Friedrich-Magnus-Schwerd-Gymnasiums Speyer den Bundeswettbewerb Jugend trainiert für Olympia, beim Endspielsieg gegen das Theodor-Heuss-Gymnasium Hagen war er mit 26 Punkten bester Korbschütze.
Er wechselte zum SV 03 Tübingen, mit dem ihm 1992 der Aufstieg in die Basketball-Bundesliga gelang. Am letzten Spieltag der Saison 1991/92 erzielte der für seine Treffsicherheit beim Distanzwurf bekannte Schall gegen Karlsruhe beim Stand von 60:60 kurz vor Schluss den entscheidenden Korb, durch den Tübingen die Partie gewann und den Meistertitel in der 2. Bundesliga Süd errang. Schall war im Laufe der Saison 1991/92 mit 14,1 Punkten je Begegnung zweitbester Korbschütze der Tübinger. In der Bundesliga-Saison 1992/93 verpasste Schall, den zunächst ein Ermüdungsbruch außer Gefecht setzte, mit Tübingen als Tabellenschlusslicht den Klassenerhalt. Er spielte mit Tübingen dann wieder in der 2. Bundesliga. Im Herbst 1999 betreute Schall im Trainergespann mit Thomas Unger übergangsweise rund einen Monat die Tübinger Mannschaft in der zweiten Liga.
Schall wurde beruflich als Pädagoge und Leiter des Schulverbunds Geschwister-Scholl-Schule in Tübingen tätig. Er ist der Bruder der ehemaligen Tischtennisspielerin Elke Schall-Süß.